# Ольха японская
Ольха́ япо́нская (лат. Alnus japonica) — вид цветковых растений рода Ольха (Alnus) семейства Берёзовые (Betulaceae), реликт тургайской флоры.

## Распространение и экология
В природе ареал вида охватывает южное Приморье, Курильские острова (Кунашир), южный Сахалин, восточные районы Китая, Корейский полуостров, Тайвань и Японию.
Произрастает в приморской полосе, на понижениях между береговыми валами, по берегам озёр, долинам рек и болотистым местам. В Приморье встречается по приморским и речным террасам вдоль морского побережья от юга Хасанского района до залива Ольги, в нижней части долины реки Раздольной и на западе Приханкайской низменности. Образует небольшие монодоминантные группировки. Рощи из ольхи японской часто находятся среди осоково-вейниковых заболоченных лугов и осоковых болот. Иногда входит в древостой дальневосточных лиственных лесов (из ясеня маньчжурского, дуба монгольского и других пород), не играя в них существенной роли.
Образует многочисленные гибриды с ольхой пушистой.

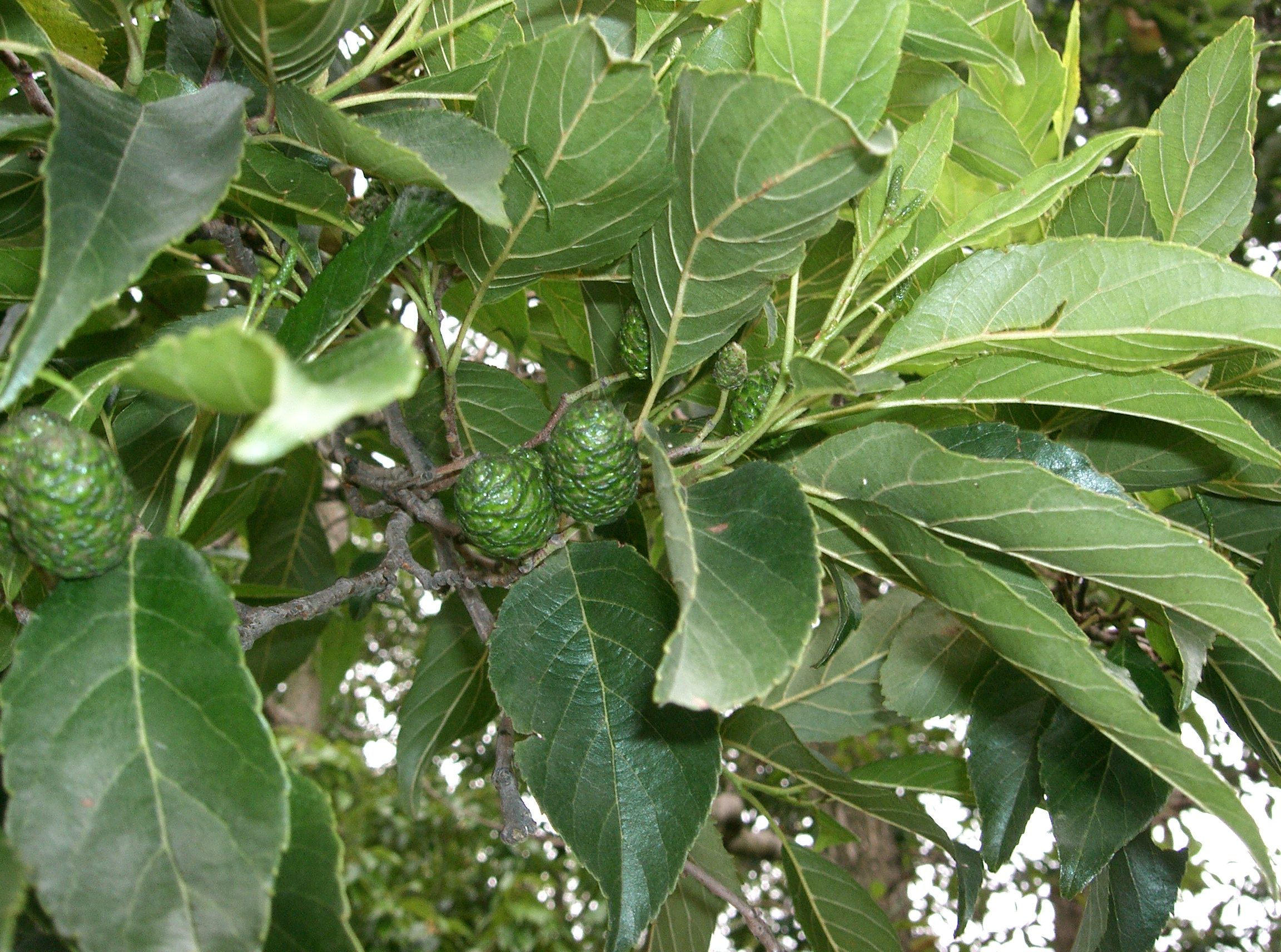
Листья и женские серёжки.

## Ботаническое описание
Дерево высотой 6—10 (до 25) м высотой. Крона яйцевидная, диаметром 0,7 м. Молодые ветви опушённые; годовалые — голые, светло-оливковые или красновато-бурые, с ясно выраженными чечевичками.
Почки голые, красно-бурые, смолистые, на ножках. Листья длиной 6—10(12) см, шириной 2—5 см, эллиптические, продолговато-эллиптические или продолговато-овальные, к основанию суженные или закруглённые, на вершине остроконечные, остро-, неравно- и редкозубчатые, сверху тёмно-зелёные, блестящие, голые (молодые — слабоволосистые), снизу несколько светлее, с бородками волосков в углах жилок, на рассеянно пушистых или голых черешках длиной 2—3,5 см.
Пестичные серёжки овальные или овально-продолговатые, длиной 1,2—2 см, диаметром 1—1,5 см. Тычиночные серёжки распускаются рано весной и находятся в конечных кистях по 4—8.
Плоды — орешки с очень узким крылом.

## Болезни и вредители

### Патогенные грибы
На ольхе японской паразитирует сумчатый гриб Taphrina japonica, вызывающий гипертрофию и скручивание листьев.

## Значение и применение
Тонкие ветки с листьями в течение круглого года плохо поедаются пятнистым оленем. К выпасу устойчива.
Даёт хорошую плотную древесину.
Интродуцирована в Англию в 1880 году, в США — в 1886 году. Декоративна яйцевидной кроной и густой тёмно-зелёной листвой, которая долго удерживается осенью.

## Таксономия
Вид Ольха японская входит в род Ольха (Alnus) подсемейства Берёзовые (Betuloideae) семейства Берёзовые (Betulaceae) порядка Букоцветные (Fagales).
|  |                                      |  |                                                             |                                                             |                     |  | ещё 7 семейств (согласно Системе APG II) | ещё 7 семейств (согласно Системе APG II)                   |                                                            |  |  |  | ещё 1—2 рода       | ещё 1—2 рода       |  |  |
|  |                                      |  |                                                             |                                                             |                     |  | ещё 7 семейств (согласно Системе APG II) | ещё 7 семейств (согласно Системе APG II)                   |                                                            |  |  |  | ещё 1—2 рода       | ещё 1—2 рода       |  |  |
|  |                                      |  |                                                             | порядок Букоцветные                                         |                     |  |                                          |                                                            | подсемейство Берёзовые                                     |  |  |  |                    | вид Ольха японская |  |  |
|  |                                      |  |                                                             | порядок Букоцветные                                         |                     |  |                                          |                                                            | подсемейство Берёзовые                                     |  |  |  |                    | вид Ольха японская |  |  |
|  | отдел Цветковые, или Покрытосеменные |  |                                                             |                                                             | семейство Берёзовые |  |                                          |                                                            | род Ольха                                                  |  |  |  |                    |                    |  |  |
|  | отдел Цветковые, или Покрытосеменные |  |                                                             |                                                             |                     |  |                                          |                                                            |                                                            |  |  |  |                    |                    |  |  |
|  |                                      |  | ещё 44 порядка цветковых растений (согласно Системе APG II) | ещё 44 порядка цветковых растений (согласно Системе APG II) |                     |  |                                          | ещё одно подсемейство, Лещиновые (согласно Системе APG II) | ещё одно подсемейство, Лещиновые (согласно Системе APG II) |  |  |  | ещё около 45 видов |                    |  |  |
|  |                                      |  |                                                             | ещё 44 порядка цветковых растений (согласно Системе APG II) |                     |  |                                          |                                                            | ещё одно подсемейство, Лещиновые (согласно Системе APG II) |  |  |  |                    |                    |  |  |